# فريدريش غريم
فريدريش غريم (بالألمانية: Friedrich Grimm)‏ (و. 1888 – 1959 م) هو سياسي، وأستاذ جامعي، ومحامي، وholocaust denier ‏ ألماني، ولد في دوسلدورف، كان عضوًا في الحزب النازي، توفي في فرايبورغ، عن عمر يناهز 71 عاماً.

## مناصب
تولى منصب عضو مجلس النواب الألماني من ألمانيا النازية
.

## روابط خارجية
- فريدريش غريم على موقع مونزينجر (الألمانية)